# Макеев, Михаил Матвеевич
Михаил Матвеевич Макеев — советский хозяйственный и политический деятель.

## Биография
Родился в 1929 году. Член КПСС.
Окончил Ташкентский институт инженеров железнодорожного транспорта.
В 1953—1960 гг. — инженер, старший инженер, заместитель начальника работ, главный инженер строительно-монтажного поезда в управлении «Печерстрой».
В 1960—1965 гг. — начальник производственного отдела, главный инженер управления «Павлодарстройпуть», второй секретарь Павлодарского горкома КП Казахстана.
В 1965—1974 гг. — первый секретарь Павлодарского горкома КП Казахстана.
В 1974—1988 гг. — секретарь Павлодарского обкома КП Казахстана по промышленности и транспорту.
Избирался депутатом Верховного Совета Казахской ССР 7-го и 8-го созывов. Делегат XXIV съезда КПСС.
Умер после 1988 года.

## Награды
- Орден Трудового Красного Знамени (1966, 25.08.1971)